# Alchemilla smytniensis
Alchemilla smytniensis es una especie de planta del género Alchemilla, perteneciente a la familia Rosaceae.

## Taxonomía
Alchemilla smytniensis fue descrita por Pawł. en 1954.

## Distribución
Se encuentra en el territorio de Polonia y Ucrania.